# Секст Ноний Квинтилиан (консул-суффект 38 года)
Секст Ноний Квинтилиан (лат. Sextus Nonius Quintilianus) — римский политический деятель первой половины I века.
Его отцом был консул 8 года Секст Ноний Квинтилиан, а матерью Сосия. В 38 году Квинтилиан занимал должность консула-суффекта вместе с Сервием Азинием Целером. Его сыном был Луций Ноний Квинтилиан, который был возведен в ранг патриция.